# 莉莲·霍德森
莉莲·霍德森（英語：Lillian Hartman Hoddeson，1940年12月20日—）是一位美国科学史家，主攻方向为物理学史，曾就任于伊利诺伊大学厄巴纳-香槟分校，2000年获古根海姆獎，主要作品有《旷世奇才——巴丁传》（True Genius: the Life and Science of John Bardeen，与维基·戴奇合著）、《晶体之火——晶体管的发明及信息时代的来临》（Crystal Fire: the birth of the information age，与迈克尔·赖尔登合著）等。